# Ramal F14 del Ferrocarril Belgrano
El Ramal F14 era un ramal ferroviario perteneciente al Ramal F del Ferrocarril General Belgrano, Argentina. Se extendía desde la estación de Vera hasta la de Las Toscas, al norte de la Provincia de Santa Fe. Originalmente formó parte del Ferrocarril Provincial de Santa Fe hasta la nacionalización de la Red ferroviaria argentina entre 1946 y 1948.

## Ubicación
Se halla en la provincia de Santa Fe dentro de los departamentos Vera y General Obligado.

## Características
Es un ramal secundario de la red de vía estrecha (1000 mm) del Ferrocarril General Belgrano, cuya extensión es de 178 km entre Vera y Las Toscas. El tramo hasta Lanteri fue habilitado en 1913, pero no llegó hasta Las Toscas sino hasta 1930. Estaba en los planes de la empresa su extensión hasta Florencia, pero nunca se concretó.
Sus vías y durmientes se encuentran abandonadas y en ruinas. Entre Vera y Reconquista aún se mantienen las vías, y al norte, han sido levantadas.